# Mihály Patai
Mihály Patai (ur. 21 czerwca 1953 w Békéscsabie), węgierski ekonomista, dyrektor Giełdy Budapeszteńskiej od 2008 oraz dyrektor generalny (CEO) węgierskiego oddziału banku UniCredit.

## Życiorys
Mihály Patai w 1976 ukończył studia na Uniwersytecie Ekonomicznym Karola Marksa w Budapeszcie (obecnie Uniwersytet Korwiński), a trzy lata później zdobył doktorat z ekonomii na tej uczelni. Ukończył również szereg kursów i studiów podyplomowych, w 1978 program CMEA w Moskwie, w 1981 na Uniwersytecie Wiedeńskim i w 1985 w Węgierskim Banku Międzynarodowym w Londynie. Patai mówi w języku angielskim, rosyjskim oraz niemieckim.
W latach 1976–1979 pracował w Narodowym Banku Węgier. Od 1978 do 1982 był pracownikiem naukowym w Instytucie Badań Finansowych. Od 1982 do 1998 zajmował stanowisko wicedyrektora Departamentu Finansowego w Ministerstwie Finansów.
Od 1988 do 1993 był asystentem dyrektora w Banku Światowym w Waszyngtonie. W latach 1993–1996 był dyrektorem administracyjnym w banku K&H Bank. W latach 1996–2006 pełnił funkcję dyrektora węgierskiego oddziału towarzystwa ubezpieczeniowego Allianz. 16 kwietnia 2006 został dyrektorem UnicreditBank Hungary Zrt.. W grudniu 2008 objął stanowisko Giełdy Budapeszteńskiej.